# Inkadrilus abbreviatus
Inkadrilus abbreviatus är en ringmaskart som först beskrevs av Wilhelm Michaelsen.  Inkadrilus abbreviatus ingår i släktet Inkadrilus och familjen Glossoscolecidae. Inga underarter finns listade i Catalogue of Life.